# Frøerne
Frøerne (Βάτραχοι Bátrachoi) er en antik græsk komedie skrevet af Aristophanes. Det blev opført ved Lenaia, en af Dionysos-festerne i Athen i 405 f.Kr., hvor den vandt.

## Handling
Frøerne handler om guden Dionysos, der er fortvivlet over Athens digtere og savner den døde Euripides' tragediestykker. Han vil drage til dødsriget Hades for at bringe Euripides tilbage til Athen, så der igen kan komme tragedier af ordentlig kvalitet. Sammen med sin slave Xanthias tager Dionysos over til sin halvbror Herakles, klædt i Herakles tøj. Herakles har før været i dødsriget, hvor han stjal den tre-hovedede vagthund, Kerberos, og derfor søger Dionysos råd hos ham, da det er nemt at komme ned til Hades, men kunsten er at komme op igen. Da Dionysos spørger, hvordan han og  Xanthias kommer til dødsriget, foreslår Herakles, at Dionysos kan hænge sig, drikke gift eller springe ud fra et tårn. Dionysos vælger dog den længere vej, som Herakles selv tog.
Guden og slaven ankommer til søen, hvor Karon, som er færgemand til underverdenen, venter. Kun Dionysos må komme ombord på båden, da Karon ikke vil have slaver med, medmindre de er faldet i krig. Xanthias må løbe rundt om søen og vente på Dionysos på den anden side. På bådturen synger Dionysos om kamp med frøer, som kvækker.
Da han kommer over på den anden side, betaler han Karon og mødes med Xanthias. De banker på hos Aiakos, der er dommer i underverdenen, og han afgør, hvem der må komme ind gennem porten. Dionysos fortæller, at han er Herakles i håb om god behandling, men Aiakos er vred på Herakles for at have stjålet vagthunden. Xanthias og Dionysos bytter tøj, da Dionysos vil undgå problemer, men da en slavinde kommer og fortæller, at underverdenens gudinde venter Herakles med dansepiger vil Dionysos bytte tøj igen. Så kommer to krokoner, som også er vrede på Herakles for ikke at have betalt kost og logi, sidst han var der. Endnu en gang vil Dionysos bytte tøj for at undgå problemer.
Aiakos kommer tilbage for at anklage Herakles for hans tyveri. Det er nu Xanthias i Herakles tøj. Xanthias tilbyder Aiakos, at han kan tortere slaven, Dionysos, for at få sandheden frem. Dionysos fortæller, at han er en gud for at undgå pisk, men det ender med, at de begge bliver pisket, da en gud jo ikke kan føle smerte. Aiakos kan ikke finde ud af, hvem af dem, der taler sandt, så han bringer Dionysos ind til dødsguden Pluton og får bekræftet, at Dionysos er en gud.
En slave i huset fortæller Xanthias om Euripides' og Aischylos' konflikt, hvorunder den nyligt døde Euripides udfordrer Aischylos om at være den bedste digter i underverdenen. Slaven kan dermed få lov til at spise med ved Plutons bord.
Nu begynder en konkurrence mellem de to digtere. Dionysos er dommer -  som teaterets og vinfestens gud. De to digtere citerer fra deres teaterstykker og gør samtidigt grin med hinanden. Aischylos håner Euripides ved at afbryde ham, når han citerer sine teaterstykker ved at sige: "hvor lommelærken faldt". Euripides gør så grin med Aischylos' sange, som er monotone. I løbet af konkurrencen sørger Dionysos for at komme med vittigheder, så stykket bliver en komedie trods alle de tragediecitater, Euripides og Aischylos kommer med. De ender med at skulle "veje" deres citater, og da Aischylos kommer med "tungere" emner i sine vers end Euripides, ser han ud til at vinde. Alligevel kan Dionysos stadig ikke vælge en vinder og siger, at de hver må fortælle ham, hvad de vil gøre for at rede Athen. Euripides taler klogt, men i bund og grund uden at give sin mening til kende, og Aischylos giver et mere praktisk råd. Pluton træder nu ind på scenen og siger, at vinderen tager med Dionysos tilbage, hvorpå han vælger Aischylos. Inden Aischylos rejser, siger han, at Sofokles skal have digternes hædersplads ved Plutons bord, mens han er væk – ikke Euripides.